# جون جي. كارليسلي
جون جي. كارليسلي (بالإنجليزية: John Griffin Carlisle)‏ هو محامي وسياسي أمريكي، ولد في 5 سبتمبر 1834 في الولايات المتحدة، وتوفي في 31 يوليو 1910 في نفس البلد. حزبياً، نشط في الحزب الديمقراطي.

## مناصب
- انتخب عضو مجلس نواب كنتاكي (1859 – 1861).
- انتخب عضو مجلس ولاية كنتاكي (1866 – 1871).
- انتخب نائب حاكم كنتاكي [الإنجليزية]‏ (5 سبتمبر 1871 – 31 أغسطس 1875).
- انتخب الناطق باسم مجلس النواب الأمريكي (3 ديسمبر 1883 – 4 مارس 1889).
- انتخب وزير الخزانة الأمريكي (7 مارس 1893 – 5 مارس 1897).
- انتخب عضو مجلس النواب الأمريكي (4 مارس 1877 – 26 مايو 1890).
- انتخب عضو مجلس الشيوخ الأمريكي (26 مايو 1890 – 4 فبراير 1893).

## روابط خارجية
- جون جي. كارليسلي على موقع الموسوعة البريطانية (الإنجليزية)
- جون جي. كارليسلي على موقع إن إن دي بي (الإنجليزية)